# Etica della reciprocità
L'etica della reciprocità o regola d'oro è un valore morale fondamentale che "si riferisce all'equilibrio in un sistema interattivo tale che ciascuna parte ha diritti e doveri; la norma secondaria della complementarità afferma che i diritti di ciascuno sono un dovere per l'altro". 
Essenzialmente si tratta di un codice etico in base al quale ciascuno ha diritto a un trattamento giusto e il dovere e la responsabilità di assicurare la giustizia agli altri. L'etica della reciprocità tra individui è il fondamento della dignità, della convivenza pacifica, della legittimità, della giustizia, del riconoscimento e del rispetto tra individui, delle religioni civili. La reciprocità è la base essenziale per il moderno concetto di diritti umani.
La "reciprocità" sintetizza con viva autenticità in sé le parole "libertà" e "uguaglianza". Le dottrine sulla libertà considerano l'etica della reciprocità tra individui un fondamento ovvio. Ogni ingiustizia avrebbe origine da qualche precisa violazione del principio di reciprocità tra gli individui.
Secondo l'antropologia, l'etica della reciprocità è l'unica regola universalmente accettata, pur con notevoli varianti.
La regola d'oro ha radici in molte culture diverse. Spesso si considerano equivalenti la forma positiva ("Fai agli altri quello che vorresti fosse fatto a te") e quella negativa ("Non fare agli altri quello che vuoi non sia fatto a te").
La forma negativa può essere interpretata come un'etica in cui l'altro è visto come proprio limite, mentre la positiva come una in cui l'altro è il proprio completamento. 
Metaforicamente, la prima può essere interpretata come un'etica da pastori, per cui gli individui non si attaccano per paura di perdere o di ritorsioni, ma non si disperano alla morte dell'avversario, perché magari l'individuo sopravvissuto ha l'occasione di impossessarsi del gregge e dei pascoli del defunto.
La seconda a sua volta può venire interpretata come un'etica da cittadini, i quali cominciano ad accorgersi dei vantaggi della divisione del lavoro e quindi del valore di ciascuno per tutti gli altri.
Si può evidenziare un caso di sfruttamento opportunistico di una delle due etiche a sfavore dell'altra all'interno della società: può accadere che i seguaci della "prima" etica sfruttino la "bontà" dei seguaci della "seconda" senza ricambiare e senza che ciò contrasti con la loro etica.

## Filosofia

### Grecia antica
La regola d'oro, nella sua forma negativa, era un principio comune nella filosofia dell'Antica Grecia. Alcuni esempi:
"Non fare al tuo vicino quello che ti offenderebbe se fatto da lui" (Pittaco)
"Evita di fare quello che rimprovereresti agli altri di fare" (Talete)
"Non fare agli altri ciò che ti riempirebbe di ira se fatto a te dagli altri" (Isocrate)
"Ciò che tu eviteresti di sopportare per te, cerca di non imporlo agli altri" (Epitteto)
Un detto analogo si trova anche nelle Sentenze di Sesto, un'opera di epoca e autore sconosciuti.

### Antica Roma
L'imperatore romano Alessandro Severo usava dire «quod tibi fieri non vis, alteri ne feceris» che letteralmente significa "Ciò che non vuoi sia fatto a te, non farlo agli altri".
La frase, fatta risalire a Ugo Grozio al giovane ultimo imperatore della dinastia severiana, e fu riportata, per volere del medesimo, sulle mura del suo palazzo e degli uffici pubblici.

### Cina antica

#### Confucianesimo o Scuola dei Letterati
Nell'insegnamento etico del filosofo cinese Confucio (Kǒng Zǐ 孔子 551-479 a.e.v.), la reciprocità occupa una posizione centrale.
(traduzione italiana) «Zigong domandò: "C’è una parola che faccia da guida per tutta la vita?" Il Maestro disse: "È la reciprocità. Quel che non desideri per te, non farlo agli altri".»
(traslitterazione) zǐ gòng wèn yuē：「yǒu yī yán ér kěyǐ zhōngshēn xíng zhī zhě hū？」zǐyuē：「qí shù hū ！jǐ suǒ bù yù，wù shī yú rén. 」
(sinogrammi tradizionali) 子貢問曰：「有一言而可以終身行之者乎？」子曰：「其恕乎！己所不欲，勿施於人。」
(sinogrammi semplificati) 子贡问曰：「有一言而可以终身行之者乎？」子曰：「其恕乎！己所不欲，勿施于人。」

## Religione

### Ebraismo
Spesso si afferma che nella Torah (la “Legge” ebraica) sia presente la forma positiva 
(Levitico 19,18)
In realtà, letta nel contesto più ampio di tutta la Torah, ci si rende conto che essa è riferita solo agli Israeliti e, al più, agli stranieri che vivono con loro:
Levitico 19,18: "Non ti vendicherai e non serberai rancore contro i figli del tuo popolo, ma amerai il tuo prossimo come te stesso. Io sono il Signore". Levitico 19,34: "Il forestiero dimorante fra di voi lo tratterete come colui che è nato fra di voi; tu l'amerai come tu stesso perché anche voi siete stati forestieri nel paese d'Egitto".
Deuteronomio 14,21: "Non mangerete alcuna bestia che sia morta di morte naturale; la darai al forestiero che risiede nelle tue città, perché la mangi, o la venderai a qualche straniero, perché tu sei un popolo consacrato al Signore tuo Dio."
Deuteronomio 15,1: "Alla fine di ogni sette anni celebrerete la remissione". 15,3: "Potrai esigerlo dallo straniero; ma quanto al tuo diritto nei confronti di tuo fratello, lo lascerai cadere". 15,12: "Se, fra i vostri connazionali ebrei, un uomo o una donna saranno costretti a vendersi a voi come schiavi, vi serviranno per sei anni, e al settimo li lascerete liberi."

 
Nella forma negativa è una costante dell'ebraismo, come si può facilmente osservare leggendo il Decalogo. Infatti al celebre rabbino Hillel viene attribuita la massima: 

### Buddismo
Mettendosi al posto di un altro, non si uccide né si spinge qualcuno a uccidere.
Colui che mentre cerca la felicità, opprime con la violenza altri esseri che pure desiderano la felicità, non raggiungerà la felicità per questo.
Inoltre, il Dalai Lama ha dichiarato: Se vuoi che gli altri siano felici, pratica la compassione. Se vuoi essere felice, pratica la compassione.

### Cristianesimo
Nel vangelo di Matteo (7,12; 22,36-40) e nel vangelo di Luca (6,31; 10,27) Gesù formula una nuova regola di vita su cui si dovrebbe basare la vita dei suoi discepoli:
(Gesù nel discorso della Montagna, dal Vangelo secondo Matteo 7,12)

Nell'Antico Testamento ne esistono pochi esempi simili ma meno esigenti dove si riferisce al solo popolo ebraico uno è in Levitico: 
(Dalle leggi religiose e morali del Levitico Levitico 19,18)
Nella versione della Bibbia cattolica esistono anche due varianti più simili da cui Gesù può aver attinto per formulare la regola d'oro:
(Dalle Raccomandazioni di Tobi al figlio Tobia Libro di Tobia 4,15)
(Siracide 31,15)
Nel vangelo di Giovanni, però, Gesù invita i cristiani ad andare oltre la forma negativa e ad adottare quella positiva , cioè ad amare gli altri più di se stessi, non esitando a spendere la propria vita per loro come lui ha fatto per noi (Gv 15,9-17). In quello di Luca addirittura si invita ad amare i propri nemici (Lc 6,27-38). La misura dell'amore, quindi, non è soltanto l'uomo (fa' agli altri quello che vorresti fosse fatto a te), ma Dio stesso. Nel Nuovo Testamento, inoltre, si chiarisce l'universalità dell'impegno ad amare (Atti 10,34-35), che nell'Antico Testamento sembrava limitato ai membri del proprio popolo (Lev 19,18).
Il cristianesimo mette in evidenza la duplice ragione del valore della regola d'oro: innanzitutto, l'uomo merita di essere amato perché creato ad immagine di Dio e, quindi, già amato da Dio stesso; inoltre, Gesù afferma di valutare ciò che viene fatto agli altri, anche ai nemici, come se venisse fatto a lui stesso (Matteo 25,40).

### Islam
La regola d'oro è implicitamente espressa in alcuni versi del Corano ed è esplicitamente dichiarata nei detti di Maometto. Un traslitterazione comune è: ِAheb li akheek ma tuhibu li nafsik, che può essere tradotta come "Desidera per il tuo prossimo ciò che desideri per te stesso" o "Ama il tuo prossimo come ami te stesso".

### Fede bahá'í
Nella Fede bahá'í la regola d'oro è riportata in numerosi scritti di Bahá’u’lláh, sia nella sua forma positiva che negativa:
«E se i tuoi occhi sono rivolti verso la giustizia, scegli per il prossimo tuo ciò che vuoi per te stesso».
«Benedetto chi a sé preferisce il fratello».
«Non caricate nessun’anima con un fardello che non desiderereste fosse posto su di voi e non desiderate per nessuno ciò che non desiderereste per voi stessi. Questo è il Mio miglior consiglio per voi, se solo l’osservaste».

### Etica mondiale
La "Dichiarazione per un’etica mondiale" del Parlamento delle religioni mondiali (1993) ha proclamato la regola d'oro (in forma e negativa e positiva) principio comune per molte religioni. La Dichiarazione iniziale è stata firmata da 143 leader di diverse religioni e comunità spirituali.
Di solito, l'etica della reciprocità viene affermata e accettata senza un tentativo di giustificarla e di darle un fondamento; al massimo si mette in evidenza il vantaggio comune, il quale ricade, di conseguenza, anche su colui che la pratica, anche se a quest'ultimo può apparire troppo lontano.